# Lik-op-stukbeleid
Lik-op-stukbeleid is een werkwijze van politie en justitie waarbij bepaalde strafzaken sneller afgehandeld worden. In tegenstelling tot de normale procedure waarbij een proces wordt gevoerd, wordt bij een lik-op-stukbeleid in het Belgisch strafrecht bijvoorbeeld gebruik gemaakt van een snelle minnelijke schikking of snelrecht. Meestal betreft dit een boete, maar ook een taakstraf kan opgelegd worden.
Door het lik-op-stukbeleid worden een trage rechtsgang en een lang proces vermeden. Dit beleid wordt vaak ingezet voor kleine criminaliteit bij grote evenementen zoals voetbalwedstrijden of op feestdagen zoals koningsdag of de jaarwisseling, waarop er veel overtredingen plaatsvinden op hetzelfde moment door feestvierders.
Het beleid zorgt voor een hogere werklast voor politie en parket, maar misdaden worden sneller en effectiever afgehandeld.

## België
Het lik-op-stukbeleid werd in België uitgewerkt naar aanleiding van verschillende voorvallen van geweld tegen politieagenten in het kader van het toezicht op de naleving van de coronamaatregelen en is ingegeven door een nultolerantie ten aanzien van dergelijke misdrijven. Van deze tactiek werd als eerste gebruikgemaakt in de provincie Limburg, waar het voor goede resultaten zorgde. Minister van justitie Vincent Van Quickenborne wilde tijdens zijn legislatuur het systeem over het hele land uitrollen, wat op 24 november 2020 dan ook gebeurde met de wijziging van circulaire nr. 10/2017.
Het lik-op-stukbeleid wordt in België geregeld door circulaire nr. 10/2017 van het college van procureurs-generaal betreffende de gerechtelijke afhandeling van de gevallen waarin geweld werd gebruikt tegen de politiediensten en deze waarin de politiediensten zelf geweld gebruikten met de dood of een ernstige inbreuk op de lichamelijke integriteit als gevolg.
Het lik-op-stukbeleid houdt concreet in dat het openbaar ministerie inzet op een onmiddellijke bestraffing van dergelijke misdrijven door bij feiten van fysiek geweld die hebben geleid tot een arbeidsongeschiktheid van 4 maanden of minder, of fysiek geweld zonder arbeidsongeschiktheid, of weerspannigheid, smaad en bedreigingen het snelrecht toe te passen. Bovendien zal het misdrijf van opzettelijke slagen of verwondingen op politieambtenaren met ziekte of arbeidsongeschiktheid ten gevolge niet meer kunnen worden geseponeerd wegens opportuniteitsredenen, behalve in uitzonderlijke omstandigheden en op voorwaarde van een voorafgaand overleg met de gespecialiseerde referentiemagistraat op het niveau van het parket-generaal, die toeziet op de naleving van circulaire 10/2017.
Niettemin benadrukt circulaire 10/2017 dat ieder misdrijf afzonderlijk moet worden beoordeeld en rekening moet worden gehouden met de ernst van de feiten, de gevolgen, de specifieke omstandigheden, het strafverleden van de verdachte enz. Ook onder het lik-op-stukbeleid zou de toepassing van het strafrecht maatwerk blijven dat persoons- en feitgebonden is.